# Симметризация и антисимметризация функции
Симметризация — это процесс, который преобразует любую функцию от n переменных в симметрическую функцию от n переменных.
Антисимметризация преобразует любую функцию от n переменных в антисимметрическую функцию.

## Две переменные
Пусть {\displaystyle S} — множество, а {\displaystyle A} —  абелева группа. Если задано  отображение {\displaystyle \alpha \colon S\times S\to A}, {\displaystyle \alpha } называется симметрическим отображением, если {\displaystyle \alpha (s,t)=\alpha (t,s)\forall s,t\in S}.
Симметризация отображения {\displaystyle \alpha \colon S\times S\to A} — это отображение {\displaystyle (x,y)\mapsto \alpha (x,y)+\alpha (y,x)}.
Антисимметризация или кососимметризация отображения {\displaystyle \alpha \colon S\times S\to A} — это отображение {\displaystyle (x,y)\mapsto \alpha (x,y)-\alpha (y,x)}.
Сумма симметризации и антисеммитризации отображения α равна 2α.
Таким образом, если кольцо допускает деление на 2 (операция, обратная удвоению), как например, вещественные числа, любую функцию можно представить как сумму симметрической и антисимметрической функций.
Симметризация симметрического отображения равносильна его удвоению, тогда как симметризация знакопеременного отображения равна нулю. Аналогично, антисимметризация симметрического отображения равна нулю, в то время как антисимметризация знакопеременного отображения равносильна его удвоению.

### Билинейные формы
Симметризация и антисимметризация билинейного отображения являются билинейными отображениям. Если кольцо допускает деление на 2, любая билинейная форма является суммой симметрической формы и кососимметрической и нет разницы между симметрическими и квадратичными формами.
Если кольцо не допускает деление на 2, не всякую форму можно разложить на симметрическую и кососимметрическую. Так, например, над целыми числами связанная симметрическая форма (над рациональными числами) может использовать половинки целых значений, в то время как над {\displaystyle \mathbf {Z} /2\mathbf {Z} ,} функция кососимметрическая тогда и только тогда, когда она cимметрическая (так как 1 = −1). 
Это ведёт к понятию ε-квадратичных форм  и ε-симметрических форм.

### Теория представлений
В терминах теории представлений:
- перестановка переменных даёт представление симметрической группы в пространстве функций от двух переменных,
- симметрические и антисимметрические функции являются подпредставлениями, соответствующими тривиальному представлению[англ.] и знаковому представлению
- симметризация и антисимметризация отображает функцию в эти подпредставления и, если кольцо допускает деление на 2, это даёт проекции.

Поскольку симметрическая группа порядка 2 равна циклической группе порядка 2 ({\displaystyle \mathrm {S} _{2}=\mathrm {C} _{2}}), это соответствует дискретному преобразованию Фурье порядка 2.

## nпеременных
В более общем случае, если дана функция от n переменных, можно её симметризовать путём взятия суммы по всем {\displaystyle n!} перестановкам переменных или антисимметризовать путём взятия суммы по всем {\displaystyle n!/2} чётным перестановкам и вычитания из неё суммы всех {\displaystyle n!/2} нечётных перестановок (за исключением случая n ≤ 1, когда имеется единственная перестановка, так что число перестановок нечётно).
В этом случае симметризация (соответственно, антисимметризация) симметрической функции умножается на {\displaystyle n!}. Таким образом, если кольцо допускает деление на {\displaystyle n!},  как бывает в случае поля характеристики {\displaystyle 0} или {\displaystyle p>n}, это даёт проекции, если разделить на {\displaystyle n!}.
В терминах теории представлений имеются подпредставления, соответствующие тривиальному и знаковому, но для случая {\displaystyle n>2} существую и другие — см. Теория представления симметрической группы и Симметрический многочлен.

## Бутстрэп
Если задана функция от k переменных, можно получить симметрическую функцию от n переменных путём взятия суммы над подмножествами из k переменных. В статистике это называется бутстрэпом, а ассоциированные статистики называются U-статистиками.